# Westerhausen (Thale)
Westerhausen ist ein Ortsteil der Stadt Thale im Landkreis Harz des deutschen Bundeslandes Sachsen-Anhalt.

## Geographie

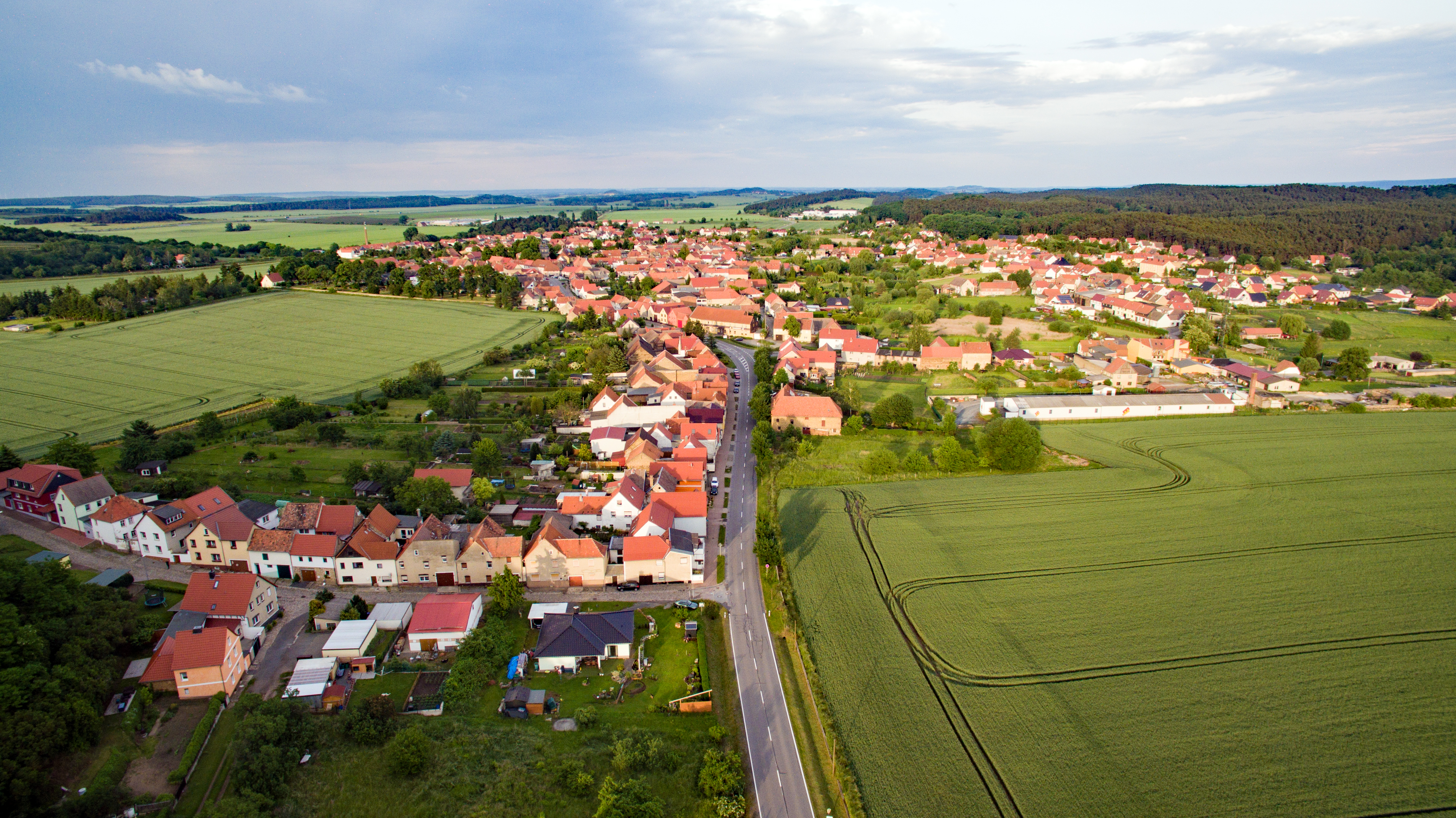
Westerhausen (von West nach Ost)

Westerhausen liegt im nördlichen Harzvorland zwischen den beiden Städten Blankenburg (Harz) und Quedlinburg. Der Ort grenzt an den Ortsteil Warnstedt der Stadt Thale, an die Stadt Blankenburg mit ihrem Ortsteil Börnecke, an die Gemeinde Harsleben und die Stadt Quedlinburg. Der Ort wird von West nach Ost vom Zapfenbach durchflossen. Das Wahrzeichen des Ortes ist die Felsengruppe Königstein.

## Geschichte
Im Bereich von Westerhausen sind 6000 Jahre alte Siedlungsaktivitäten nachgewiesen.
In Westerhausen war zum Schutz des Überganges an einer wichtigen Ost-West- und Nord-Süd-Straßenverbindung über die Nordharzer Seen und Sümpfe eine fränkische Wasserburg errichtet worden, deren -hausen-Name bald auf den ganzen Siedlungskomplex überging. Vor 827 war die Halberstädter Missionskirche St. Stephan errichtet worden.
Die erste urkundliche Erwähnung erfolgte am 19. Februar 1046 in einer in Wallhausen ausgestellten Urkunde des Königs Heinrich III., in der er die Schenkung verschiedener Güter des Markgrafen Ekkehard II. von Meißen, darunter auch Wesderhvson, an die Abtei Gernrode bestätigt, deren Besitz noch im 13. Jahrhundert nachweisbar ist. Am 20. Juli 1064 erfolgte in Goslar eine weitere Nennung in einer Urkunde, in der König Heinrich IV. Schenkungen seiner Mutter, Kaiserin Agnes, darunter Witesleib (Weddersleben) und Westerhvsvn, an das Peterskloster in Goslar bestätigt.
Seit dem 12. Jahrhundert wird in Westerhausen Landbesitz der Halberstädter Klöster St. Paul und St. Johann sowie auch Rechte des Reichsstiftes Quedlinburg deutlich. Das Kloster St. Johann hat mit seinem Propst Wichmann (dem späteren Erzbischof von Magdeburg) Mitte des 12. Jahrhunderts mit Hilfe flämischer Familien für erste Entwässerungsmaßnahmen in der Westerhäuser Umgebung Sorge getragen. Das Quedlinburger Freigut am Plan, das zur Propstei gehörte und das die Grafen von Blankenburg-Regenstein zum Lehen und ein v. Rustleben zum Afterlehen hatte, wurde 1541 an zwei private Halbspänner verkauft, deren Dienste zwar an das Amt geleistet werden mussten, aber dessen Oberlehnshoheit des Reichsstiftes Quedlinburg erst 1802 endgültig an Preußen fiel.
Westerhausen gehörte seit Mitte des 12. Jahrhunderts als Halberstädter Lehen den Grafen von Blankenburg-Regenstein, die hier ein Küchengut, später ein Vorwerk des Amtes Blankenburg einrichteten, das 1525 im Bauernkrieg zerstört wurde. Bereits 1523 hatte in der St. Stephan-Kirche Henning Radecke im Sinne Martin Luthers gepredigt; 1530 war Radecke an der Einführung der Reformation in der Grafschaft beteiligt. Die Grafenfamilie selbst, die sich besonders im 16. Jahrhundert mit einer erheblichen Verschuldung und daraus resultierenden Verpfändungen auseinandersetzen musste, trat aus politischen Gründen erst 1539 zum lutherischen Glauben über.
Nach dem Aussterben der Blankenburg-Regensteiner 1599 kam es an die Herzöge von Braunschweig. 1643 kam die „Grafschaft Reinstein“ an die Grafen von Tattenbach, was im Westfälischen Frieden ausdrücklich bestätigt wurde. Sie richteten hier ein Amt ein. 1670 besetzten Truppen des Kurfürsten von Brandenburg, der seit 1648 Oberlehnsherr war, gewaltsam Westerhausen. Hans Erasmus von Tattenbach waren wegen seiner Beteiligung an der ungarischen Magnatenverschwörung gegen Kaiser Leopold I. seine Lehen abgesprochen worden. Die Besonderheit des Amtes (Reinstein-)Westerhausen innerhalb des preußischen Fürstentums Halberstadt drückte sich in seinem nunmehrigen Siegelbild aus: Es trug die Umschrift SIGEL DES AMBTS WESTERHAUSEN, unter dem Kurhut lag ein viergeteiltes Wappen mit dem Regensteiner Gehörn und dem aufgelegten Kammerzepter. Die Bemühungen Braunschweigs, wieder in den Besitz von Westerhausen zu gelangen, blieben erfolglos. Letztmals versuchte Braunschweig im Vorfeld des Reichsdeputationshauptschlusses 1803 Reinstein-Westerhausen gegen seine Rechte am Rammelsberg bei Goslar zu tauschen.
Zum Amt Westerhausen gehörten die Orte Warnstedt, Weddersleben, Thale und Neinstedt (zeitweilig anteilig) und in der Tättenbacher Zeit auch das Amt Westerburg mit den Orten Rohrsheim, Dedeleben, Deersheim, Dingelstedt, die wüste Burg Regenstein, zahlreiche wüste Feldmarken, Forsten und die Lehnsherrschaft über die Wasser-Burg Westerburg (Pfand der v. Steinberg) und anteilig die Lehnsherrschaft über das Städtchen Derenburg (Pfand der v. Veltheim) gehörten, wobei Dedeleben und Dingelstedt anteilig zum preußisch Halberstädter Amt Schlanstedt gehörten und in Thale (v. Knigge) und Deersheim eigene Patrimonialgerichtsbezirke bestanden. Die Reinstein-Tättenbacher Ritterschaft bildeten die v. Hoym (Stecklenberg), v. Knigge (Thale), v. Steuben (Thale), v. Steinacker (Deersheim) und v. Hünecke (Dedeleben).
In der preußischen Zeit bildeten die Ämter Westerhausen, das 1718 durch Ankauf des Adeligen Hofes (Wasserburg) durch König Friedrich Wilhelm I. erweitert worden war (nach Schleifung der Festung 1758 war auch der Regenstein als Kammergut zum Amt gekommen), und Stecklenberg einen eigenen Kreis Westerhausen im Fürstentum Halberstadt. Dieser ist auf der Karte von Tobias Mayer (1750 bei Homann-Erben, Nürnberg) im Detail sichtbar und zählte 1808–1813 zum Kanton Quedlinburg-Land (Hauptort Ditfurt) des westphälischen Saaledepartements. Ab 1815 war Westerhausen ein Amtsbezirk im Kreis Aschersleben-Quedlinburg der preußischen Provinz Sachsen. 1844 wurden gegen das Herzogtum Braunschweig im Bruch neue Grenzsteine gesetzt, die die im Besitz Westerhäuser Landwirte befindlichen Flächen zu Lasten Braunschweigs der Gemeinde Westerhausen und somit Preußen zuordneten. Nachdem Aschersleben 1901 (bis 1950) Stadtkreis geworden war, gehörte Westerhausen durchgängig bis 2007 zum Kreis Quedlinburg, der allerdings in seiner Geschichte unterschiedlich groß war und zu unterschiedlichen Bezirken gehörte. 1913 wurden vom preußischen Fiskus Teile des Forstbezirkes Eselsstall gekauft.
Am 30. September 1928 wurde der Gutsbezirk Westerhausen mit der Landgemeinde Westerhausen vereinigt. Seit dem 1. Juli 2007 gehört Westerhausen zum Landkreis Harz (Kreisstadt Halberstadt).
Zu DDR-Zeiten wurde in "Fiedlers Mühle" ein Kinder-Ferienlager errichtet und unterhalten, das durch einen Brand zerstört worden ist.
Das 1987 gefeierte 1050-jährige Bestehen beruhte auf einem zweifachen Irrtum. Man bezog sich auf eine Urkunde von 937, die im 1764 erschienenen Codex Diplomaticus Quedlinburgensis von Anton Ulrich von Erath falsch datiert wurde. In dieser Urkunde wird Uuesterhuse als einer von mehreren Orten genannt, mit welchen das neu gegründete Nonnenstift Quedlinburg dotiert wurde. Die falsche Datierung war u. a. bereits mit der Berichtigung der Datierung im ersten Band der Diplome der Quellenedition Monumenta Germaniae Historica auf den 13. September 936 korrigiert worden, was in der Vorbereitungsphase 1985/86 noch nicht bekannt und ein Vorziehen auf 1986 organisatorisch deshalb nicht möglich war. Deshalb wurde die mit beachtlichem Aufwand der örtlichen Wirtschaft und Einrichtungen vorbereitete Feier wie ursprünglich geplant im Juli 1987 unter großer Anteilnahme der Bevölkerung durchgeführt. Auch die inzwischen in der wissenschaftlichen Forschung erfolgte richtige örtliche Zuordnung des in der Urkunde von 936 genannten Ortes zu Westerhüsen bei Magdeburg sowie der gleiche Bezug in den Corveyer Traditionen (Tr 035 von 822/26) war damals nicht bekannt, wurde aber von der Ortsgeschichtsforschung inzwischen korrigiert.
Am 1. September 2010 wurde der Ort nach Thale eingemeindet. Er gehörte bis dahin zur Verwaltungsgemeinschaft Thale. Letzter Bürgermeister war Eberhard Heintze.

## Gedenkstätten
In der St. Stephani-Kirche befinden sich Gedenktafeln mit den Namen der aus Westerhausen stammenden Gefallenen des Siebenjährigen Krieges, der Völkerschlacht bei Leipzig 1813 und der Deutschen Einigungskriege 1864, 1866, 1870/71. Nach Bildung einer Kommission 1919 beschloss der Gemeinderat 1920, für die Gefallenen des Ersten Weltkrieges ein Gefallenendenkmal am Kirchplatz Richtung Hauptstraße zu errichten, das nach Entwürfen von Ebert von Zeitzmann und Kranz errichtet und am 16. Oktober 1921 eingeweiht wurde. Für die Gefallenen und Opfer aus Westerhausen des Zweiten Weltkriegs, denen man zu DDR-Zeiten an diesem Denkmal keinen gesonderten Gedenkstatus widmete, wurden am 17. November 1996 am Halbrondell Gedenktafeln eingeweiht.
Auf dem Ortsfriedhof erinnert eine Grabstätte von Adam Rogaczenski, der während des Zweiten Weltkrieges aus Polen nach Deutschland verschleppt und ein Opfer von Zwangsarbeit wurde. Eine weitere Gedenktafel erinnert an André Galice, der im April 1945 während des „Todesmarschs“ des KZ Langenstein-Zwieberge getötet wurde.
Gegenüber dem Gefallenendenkmal befindet sich ein Gedenkstein an die 1987 durchgeführte 1050-Jahr-Feier (s. Geschichte), der von Wilhelm Hartlep geschaffen wurde und der das von 1973 bis 1994 gültige Ortswappen von Westerhausen zeigt, das aber nicht in die Wappenrolle des Landes Sachsen-Anhalt aufgenommen wurde. Bis 1973 bildete immer das jeweilige Landeswappen das Wappen der Gemeinde.

## Politik Gemeinderat (bis 2010)
(laut amtlichem Endergebnis der Wahl zum Gemeinderat Westerhausen am 13. Juni 2004; Wahlbeteiligung: 50,1 %)
- Wählergruppen – 47,7 %, 7 Sitze
- CDU – 35,6 %, 5 Sitze
- Einzelbewerber – 16,8 %, 1 Sitz

## Kultur und Sehenswürdigkeiten

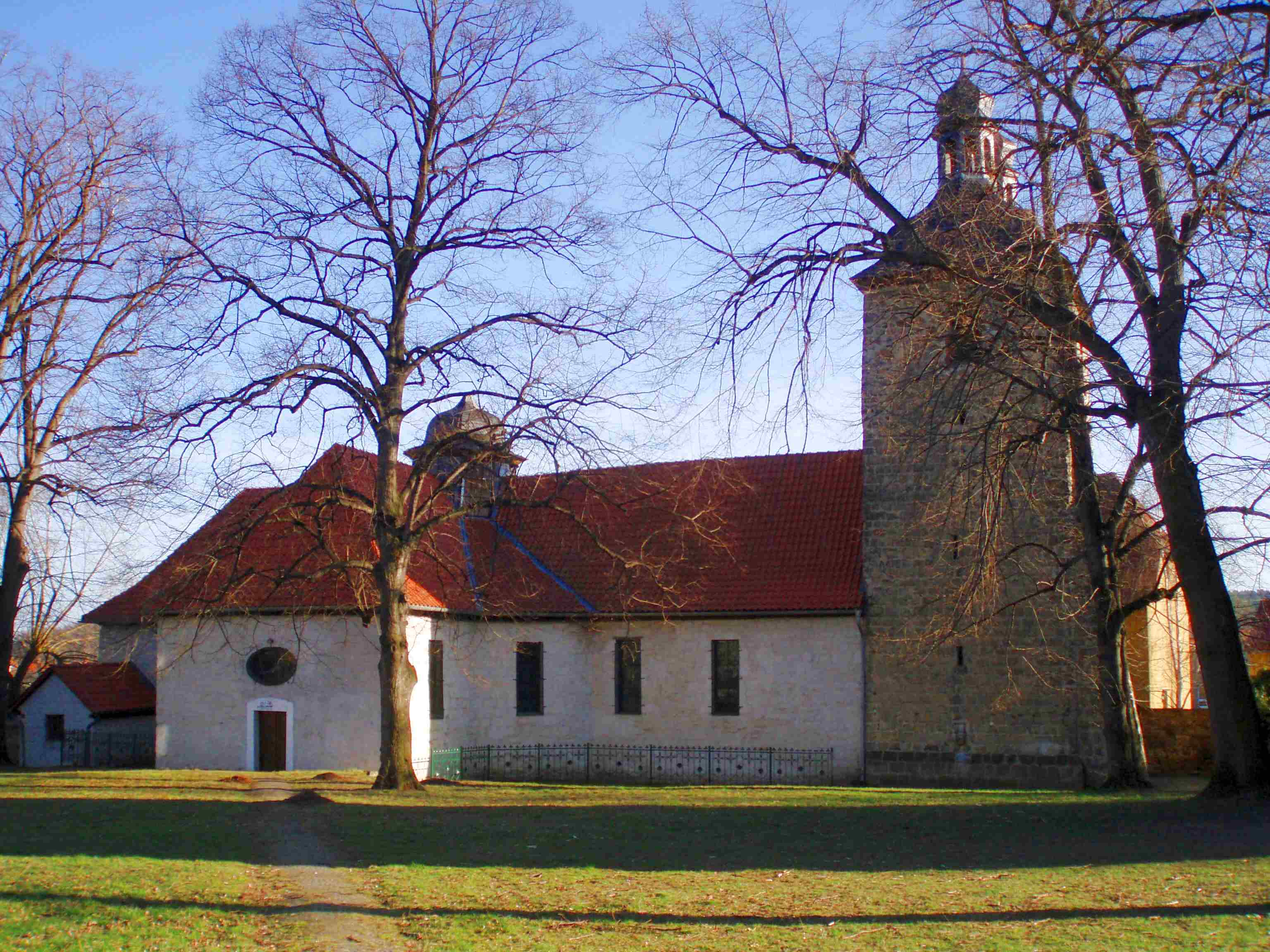
Kirche St. Stephani

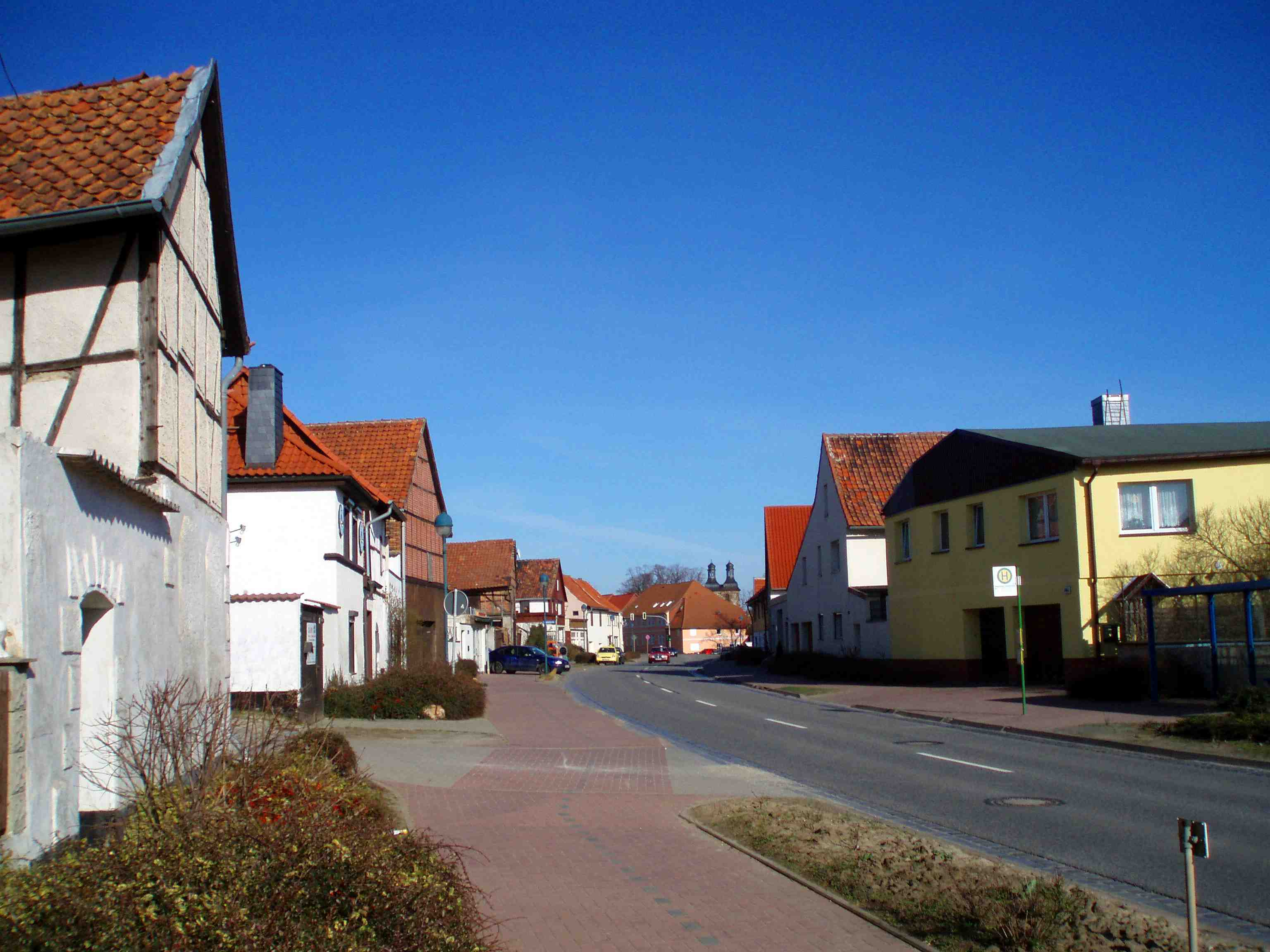
Hauptstraße

### Sehenswürdigkeiten

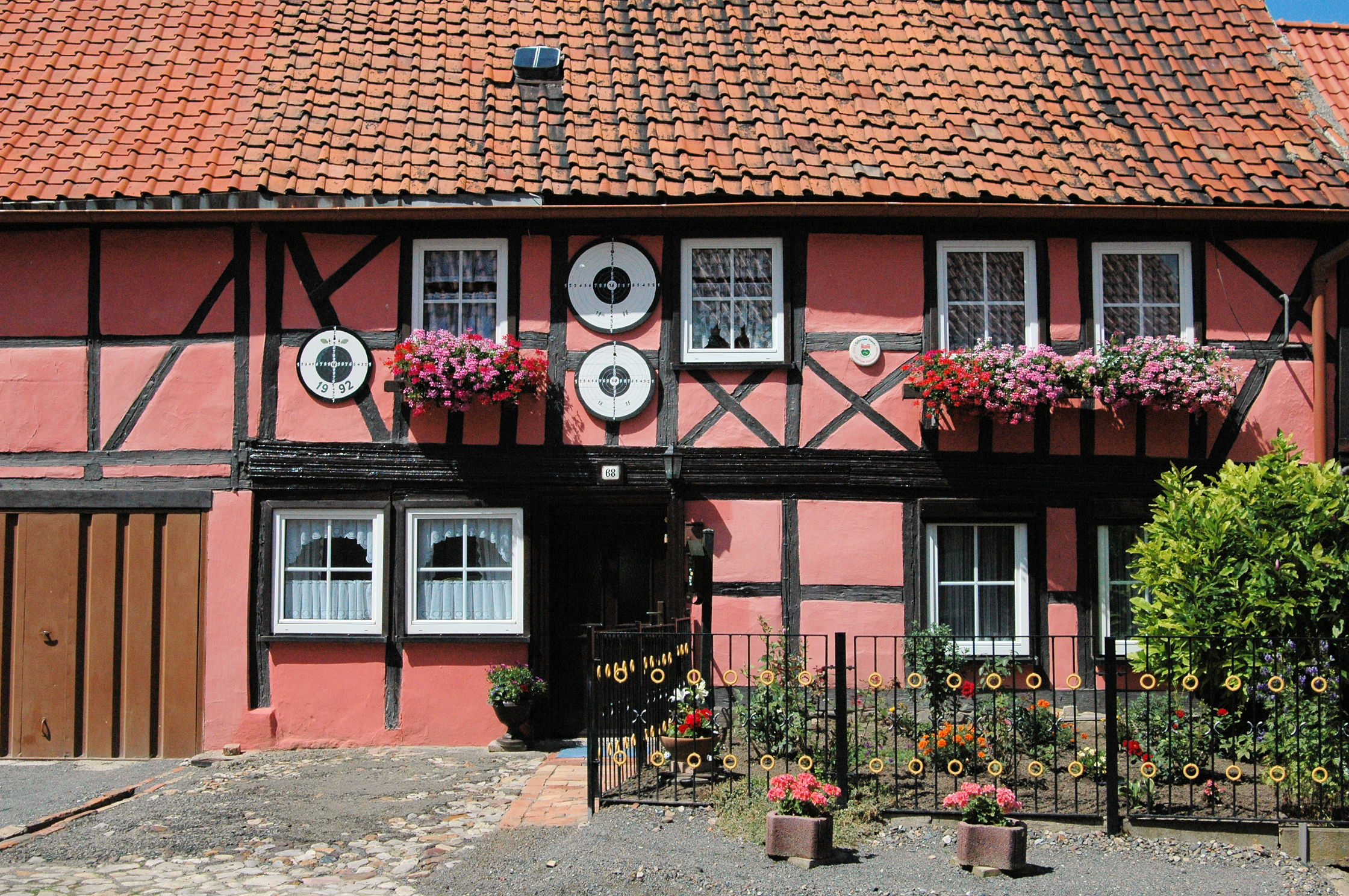
Handwerkerhaus in der Schulstraße

- St.-Stephani-Kirche

Baudenkmal, Archidiakonatssitz, bereits 1523 Predigten im Geiste Martin Luthers durch den Pastor Henning Radecke, später Sitz einer evangelischen Superintendentur.
- Fachwerkbauten

Im Ort befinden sich zahlreiche Fachwerkbauten des 16. bis 20. Jahrhunderts. Durch den Ort führt die Deutsche Fachwerkstraße.
- Denkmäler

Westerhausen besitzt über 20 in der Denkmalliste von Sachsen-Anhalt eingetragene denkmalgeschützte Häuser, die in der Liste der Kulturdenkmale in Thale mit Foto aufgeführt sind.
Besonders erwähnenswert sind die Kleindenkmale preußischer Rundsockel-Meilenstein am Ortsausgang an der (nicht mehr öffentlichen) Straße in Richtung Warnstedt und die Grenzversteinung gegen das Reichsstift Quedlinburg am Steinholz aus dem 18. Jahrhundert sowie der Hungerstein von 1931 nördlich (nach Umsetzung 2011 westlich) des flächenhaften Naturdenkmals Königstein. An dessen Südseite befinden sich Weinberge des Harzer Weingutes Kirmann, welches zum Weinanbaugebiet Saale-Unstrut gehört.
- Heimatmuseum Westerhausen

### Bildungs- und Erholungsstätten
Der Ort verfügt über Einrichtungen für Vorschulkinder und eine Grundschule.
Als Bildungs-, Sport- und Erholungsstätten sind das Freibad, das Tiergehege, der Reitplatz, Sportplätze, die Motocrossstrecke und das Heimatmuseum zu nennen.

### Sport

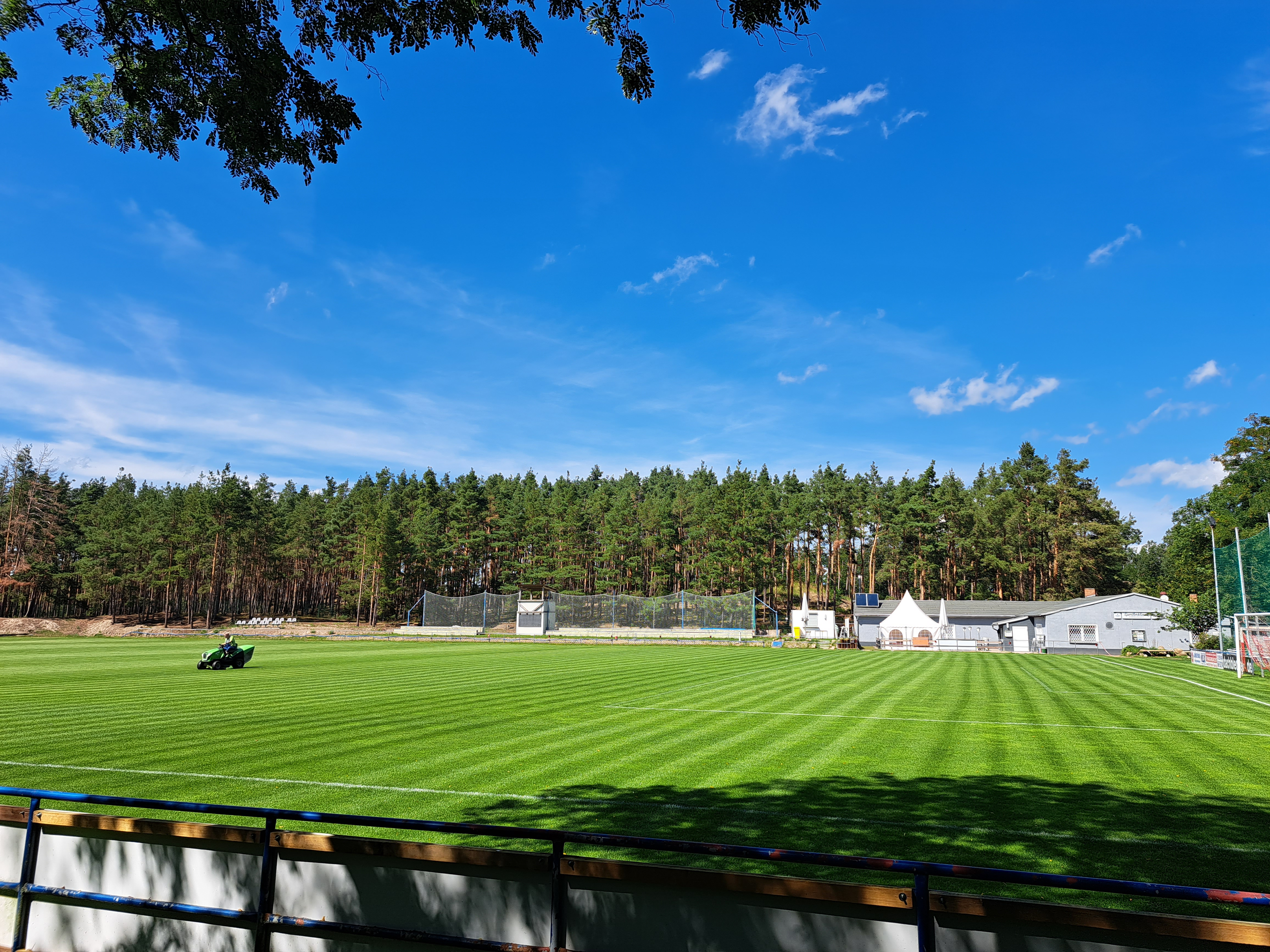
Der Sportplatz Am Wolfsberg im August 2023

In der Saison 2022/23 spielte der SV 1890 Westerhausen in der fünftklassigen Fußball-Oberliga Nordost (Staffel Süd). Der Verein geht auf den 1890 gegründeten Männer-Turn-Verein Westerhausen zurück.

### Rad- und Wanderwegenetz
Durch den Ort führen der bei Röderhof am Huy an der Einmündung zum Radfernweg Aller-Harz beginnende Harzvorland-Radwanderweg, der als Zubringer zum Europaradwanderweg R1 und zum Radwanderweg Harzrundweg dient.
Am Wanderertreff Am Junkernhof kreuzen sich die nach Süden führende Teilstrecke des Wanderwegs deutscher Kaiser und Könige Vom Königstein zur Königspfalz Tilleda (Wegetafel am Königstein) über Warnstedt (Abzweig nach Thale und zum Teufelsmauer-Stieg), Neinstedt (Schnittpunkt Europäischer Fernwanderweg E11 Thale über Ballenstedt nach Eisleben) und Harzgerode und die Teilstrecke Von Quedlinburg zur Domstadt Halberstadt über Langenstein. Weitere regionale Wanderwege werden vom Harzklub betreut, markiert und eingerichtet (Wegetafel am Steinholz). Außerdem schuf der Verein für Heimatgeschichte und Naturschutz Westerhausen in der Ortsgemarkung den beschilderten Heimatgeschichtlichen Lehrpfad (1997) und den mit sechs Monolithen gekennzeichneten Weg der Steine (2011). Beachtenswert sind auch der Grenzweg am NSG Steinholz und Harsleber Berge zur Steinholzwarte, Bestandteil des Quedlinburger Landgrabens, entlang barocker Grenzsteine, die Wege der historischen Rennbahn im Eselstall sowie die Wegschleife um den Sichtpunkt Königstein.

### Regelmäßige Veranstaltungen
Wichtige Veranstaltungen im Gemeindeleben sind Motocrossrennen (teilweise Läufe zur Deutschen Meisterschaft), das Schützenfest, das Tierparkfest und das Frühlingssingen in der St.Stephani-Kirche.
Der Westerhäuser Museumstag wird als bedeutende regionalhistorische Tagung im Harz seit 1995 alle zwei Jahre unter einem bestimmten Rahmenthema vom Verein für Heimatgeschichte und Naturschutz Westerhausen e. V. in Zusammenarbeit mit dem Landesheimatbund Sachsen-Anhalt e. V., dem Harzverein für Geschichte und Altertumskunde e. V. und weiteren zum bestimmten Anlass eingeladenen Institutionen durchgeführt. Die Einzelbeiträge werden in der Regel veröffentlicht.

### Naturschutz

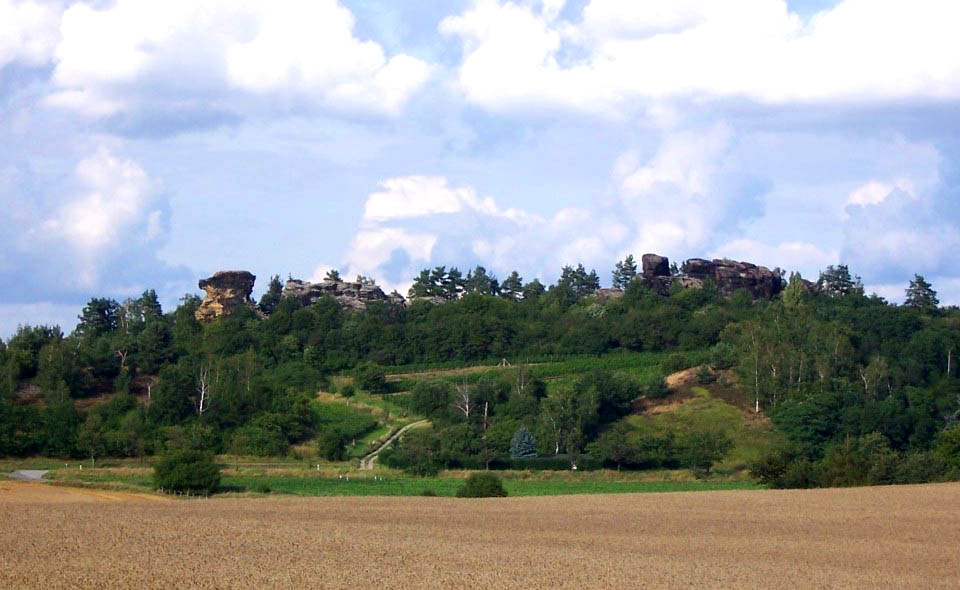
Königstein bei Westerhausen, auch Kamelfelsen oder „Großes Kamel“ genannt. Ein Wahrzeichen des Dorfes.

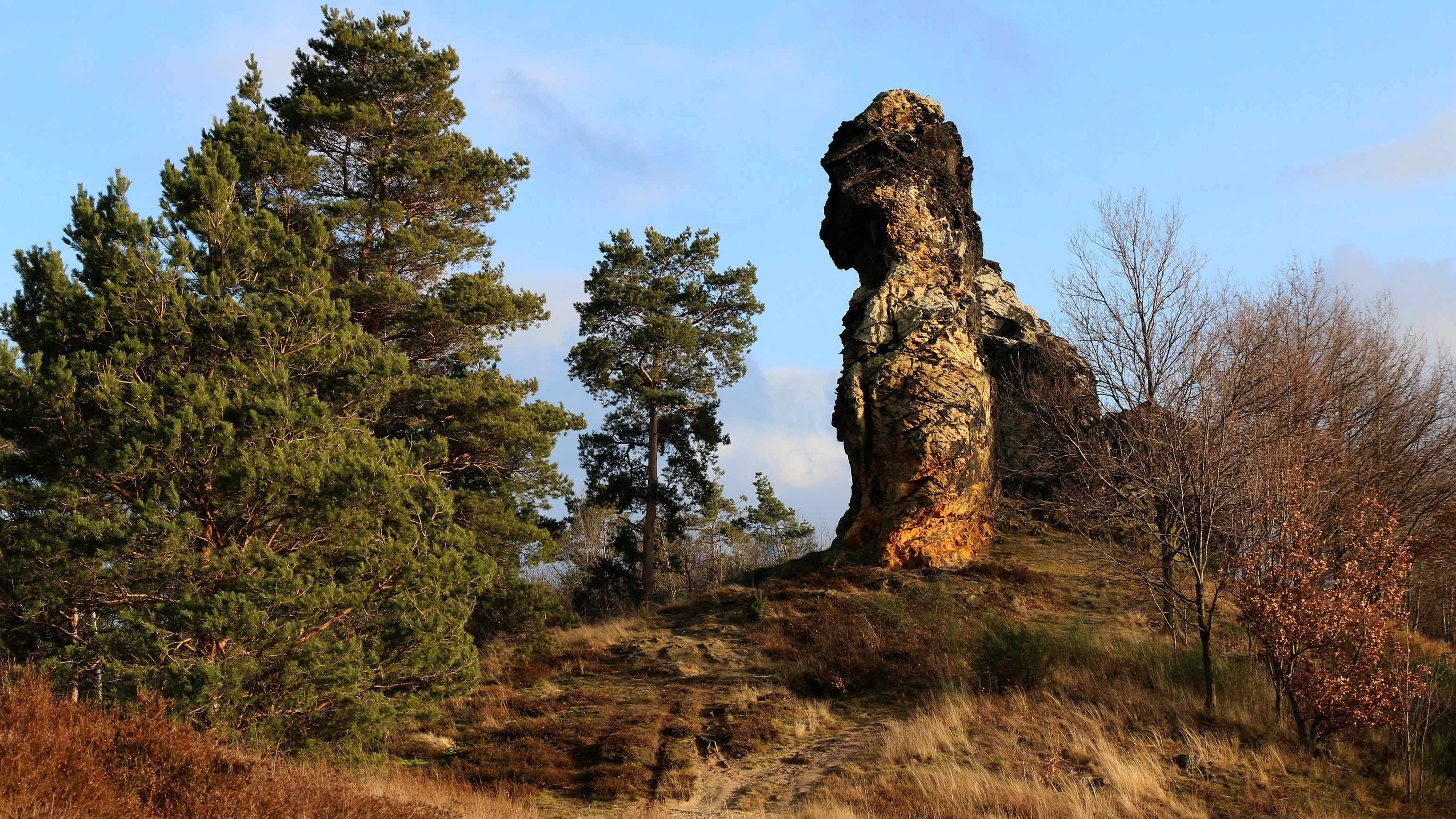
Königstein bei Westerhausen

Die Gemarkung Westerhausen liegt im Landschaftsschutzgebiet Harz und Vorländer (früher Nördliches Harzvorland). Sie erstreckt sich anteilig im Naturschutzgebiet Harslebener Berge und Steinholz (Jahr der Unterschutzstellung: 1967).
Die Seggen- und binsenreiche Nasswiesen im Helsunger Bruch sind ein Geschütztes Biotop (1999).
Flächenhafte Naturdenkmale sind der Acker Helmstein (1990), der Alte Torfstich im Helsunger Bruch (1994, Änderung 1996), der Königstein (Großes Kamel), 189 m NN, dessen Gestein wie das der Teufelsmauer (Harz) eine Schichtrippe der Unterkreide ist (Naturschutz schon 1932, 1965 Naturdenkmal, 1997 Flächenhaftes Naturdenkmal), der Dalgenberg (1965), der Kuckucksberg (1965), das Kleine Kamel (1965, Vorarbeiten seit 1927) und die Hirtenwiese (2000).
- siehe auch: Flächennaturdenkmale

Die Flächen von Acker Helmstein, Dalgenberg, Königstein und Hirtenwiese gehören wie, der in unmittelbarer Nähe liegende Alte Sandsteinbruch zu den streng geschützten Flächen des FFH-Gebiets Sand-Silberscharten-Standorte bei Quedlinburg.

## Wirtschaft und Infrastruktur

### Wirtschaft
Westerhausen verfügt über Einzelhandels-, Handwerks- und landwirtschaftliche Betriebe, darunter das Landgut Klamroth mit dazugehörendem Hofladen, Landwirtschaftsbetrieb Friedhelm Konietzke mit angeschlossenem Broilermastbetrieb und das zum Weinbaugebiet Saale-Unstrut gehörende Harzer Weingut Kirmann. Im Rahmen der regionalen, landwirtschaftlichen Versorgung existieren ein Gemüsehofladen und ein Käsehof. Zur weiteren Versorgung der Bevölkerung dienen ein NP-Markt, ein Fleischereifachgeschäft und ein ortsansässiger Bäckereibetrieb. Die medizinische Betreuung ist durch eine Arzt-, eine Zahnarztpraxis und eine Physiotherapie gesichert. Seit Oktober 2014 existiert ein Ambulanter Pflegedienst zur Versorgung älterer und hilfsbedürftiger Menschen. Weitere Dienstleistungen können durch zwei Frisörgeschäfte, ein Kosmetik- und ein Nagelstudio benutzt werden. Auch ein Reitaustatter ist vorhanden und eine gastronomische Versorgung durch einen Asia-Imbiss möglich, bzw. saisonal im örtlichen Tiergehege.
Der Ort hat eine privat geführte Filiale der Agentur der Deutschen Post AG. Bis 2018 bestand eine Zweigstelle der Harzsparkasse, die von 2019 bis 2023 nur noch als Geldausgabemöglichkeit nutzbar war und danach komplett geschlossen wurde. Auch eine Filiale der Ostharzer Volksbank e. G. wurde bereits Ende 2016 geschlossen.
Seit 1998 kann ein privat geführter Tierfriedhof genutzt werden.

### Verkehr
Durch den Ort führt die L 85 (ehemals B 6) nach Quedlinburg bzw. Blankenburg, auf der zwei Buslinien der Harzer Verkehrsbetriebe verkehren (PlusBus 230 Quedlinburg–Wernigerode bzw. Linie 252 Quedlinburg–Thale). Die alte B 6 stellt auch den Streckenabschnitt der Straße der Romanik vom Kloster Michaelstein von Wernigerode nach Quedlinburg dar. In unmittelbarer Nähe des Ortes gibt es eine Auffahrt zur neu entstandenen A 36. Im Ort gibt es Verbindungsstraßen zur B 79 (Harsleben, Halberstadt), nach Warnstedt und Thale sowie nach Börnecke. Westerhausen liegt am Harzvorland-Radwanderweg, der bei Neinstedt auf den Europaradwanderweg R1 trifft, sowie am Nordzweig des Fernwanderweges Wanderweg deutscher Kaiser und Könige (s. o.).
In der Umgebung befinden sich die Bedarfshaltestelle Börnecke, der Bahnhof Blankenburg (Strecke Halberstadt–Blankenburg) sowie der Bahnhof Quedlinburg (Strecke Magdeburg–Thale), an denen die Regionalzüge halten. Quedlinburg ist auch Endbahnhof der Harzer Schmalspurbahn (Strecke Quedlinburg–Gernrode–Alexisbad).

## Persönlichkeiten

### Söhne und Töchter des Ortes
- Edwin Jung (1870–1929), Mediziner
- Günter Firit (1947–2010), Maler und Grafiker
- Uta Pilling (1948–2020), Musikerin, Liedermacherin und Malerin

### Personen, die mit dem Ort in Zusammenhang stehen
- Valentin Kühne (1656–1707), Holzbildschnitzer, Schöpfer des Westerhäuser Altars
- Bernd Feicke (1950–2016), Wirtschaftswissenschaftler und Regionalhistoriker, lebte im Ort
- Martina Bendler (* 1957), Politikerin (Bündnis 90/Die Grünen)